# Весільний майстер
«Весільний майстер» — це комедійний фільм 2015 року, співавтором і режисером якого є Джеремі Ґарелік. В головних ролях — Кевін Гарт, Джош Ґад, Кейлі Куоко. Фільм зняли Адам Філдс, кінокомпанії «Вілл Пакер Продакшн» і «Мірамакс Філмс», дистриб'ютором була кінокомпанія «Скрін Джемс». Цю комедію випустили в прокат 16 січня 2015 р..
Попри переважно негативні відгуки, фільм був успішним в прокаті, дохід якого перевищував 79 млн доларів, у порівнянні з власним бюджетом, що дорівнював 23 млн доларів

## Сюжет
Джиммі Каллаан надає послуги весільного майстра через шлюбне агентство «The Best Man Inc.», для тих хлопців, які не мають друзів, необхідних для весілля. Даг Гарріс, успішний податковий адвокат, та його наречена Гретхен Палмер готуються до дня весілля. Даг відчайдушно шукає весільного майстра і звертається до компанії Джиммі за порадою організатора вечірок, Едмундо.
Даг просить Джиммі найняти «Голден Такс» (сім весільних майстрів), які можуть скласти пару дружкам нареченої Гретхен, чого ніколи не робилося раніше. Вислухавши прохання Дага, Джиммі погодився бути його весільним майстром за збір у розмірі 50, 000 доларів, включаючи всі витрати. Переглядаючи формальності весілля, Даг сказав Джиммі, що його буде звати Бік Мітчем.
Джиммі наймає трьох своїх друзів як весільних майстрів. Фітцгіббонс, злочинець, який втік з федеральної в'язниці, погоджується бути весільним майстром, тому що там можна буде пофліртувати з сімома дружками нареченої. Лерч також погоджується, щоб бути подалі від своєї прискіпливої дружини. Реджі згоден, бо там можна буде смачно поїсти. Джиммі, його секретарка Доріс, Фітцгіббонс, Лерч і Реджі проводять інтерв'ю з людьми, які бажають зайняти чотири місця, які залишилися, в основі цього всього лежить «відволікання фокусами на вечірці». Вони вибирають Кіпа, сексуального чоловіка із заїканням, Ендо, в якого три статеві залози, Бронштайна, який може вивихнути й вправити плече, і Отіса, який може сказати кожне речення у зворотному порядку.
Даг говорить Гретхен, що «Бік» прилетів з Сальвадору на весілля. Гретхен наполягає на тому, щоб Бік прийшов на пізній сімейний сніданок. Даг каже Джиммі, що він має грати військового священника. Під час пізнього сніданку Даг стає нервовим і ледве не видав сам себе, поки Джиммі випадково не підпалив бабусю. Вони відвозять її в пункт першої допомоги й Джиммі вигадує неправду для Еда, що Даг колись грав футбол. Ед викликає Джиммі й Дага на футбольну гру з деякими його старими товаришами по команді коледжу, які будуть на весіллі.
Даг зустрічає своїх весільних майстрів, яким Доріс дала фальшиві особистості, засновані на останніх іменах відомих спортсменів Лос-Анджелеса — Планкетт, Рамбіс, Гарві, Альзадо, Драсдейл, Карью, Дікерсон. Джиммі робить фальшиві фотографії, як Даг і весільні майстри займаються парашутизмом, підводним плаванням, і піднімалися на гори.
Коли Даг починає сумніватися, вони відвідують Едмундо, який каже йому, що єдиним ключовим рішенням буде догодити Гретхен і її мамі й все інше неважливе. Щоб довести, наскільки він є чудовим весільним майстром, Джиммі бере Дага на весілля, де весільний майстер виголошує жахливу промову. Після цього вони п'ють і показують свої танцювальні рухи. Джиммі признається, що одного разу він склав чудову промову весільного майстра для одного друга, що сприяло його кар'єрі весільного майстра. Даг признається, що його тато був міжнародним податковим адвокатом і часто переїжджав з місця на місце, так що Даг не встиг завести друзів. Коли його батьки померли, Даг взяв на себе бізнес, робота поглинула його, залишивши його без весільного майстра. Джиммі відвозить Дага додому і нагадує, що вони у ділових відносинах, і Даг, хоч і ображений, погоджується.
Доріс нагадала Джиммі, що йому потрібен справжній друг, і він вмотивований досягти успіху у завершенні весілля Дага.
Весільні майстри викрадають Дага для його обурливого парубочого вечора. Його знайомлять з Надею, яка намагається його спокусити, але він відноситься до неї, як до друга. Витівка, включаючи арахісове масло, прикриті геніталії Дага і басет-гаунда, не вдалась, що змусило весільних майстрів і Надю швидко відвезти Дага в лікарню. Коли Даг прокидається наступного дня, Надя цілує його на прощання і натякає, що вона б хотіла знати його краще. Пізніше, весільні майстри грають футбол з Едом і його друзями по коледжу, включаючи Джо Намас, Джон Ріггінс, і Ед «Дуже Високий» Джонс. Але через миску в болоті Ед вивихнув коліно в останній грі.
На репетиції вечора дружки Гретхен співають пісню, в той час, як весільні майстри Дага створюють показ слайдів фальшивих фото, які вони раніше зробили, завоювавши прихильність Гретхен. Того вечора Гретхен, розмовляючи з Дагом, помітила бритви Біка і дезодорант Мітчема в шухлядах комода. Вона здогадується про схожість останніх імен весільних майстрів і вибудовує схему. Вона запитує Дага про це, але він це заперечує, кажучи, що у Гретхен параноя, з чим вона неохоче погоджується.
В день весілля сімейний священник скасовується. Даг придумує ідею, за якою Джиммі, вже представлений військовим священником, проведе обряд вінчання. На весільному прийомі Джиммі вітає Гретхен, яка вигукує, що весілля — це катастрофа, тому що її бабуся має опіки третього ступеня, у тата вивихнуте коліно, страви погані, і вона не виходить заміж за людину, яку вона любить. Вона признається, що вийшла заміж за Дага лише заради того, що він легко може забезпечити марнотратний спосіб життя, чого вона хоче. Даг підслуховує це і каже Джиммі, що він не може довести до кінця весілля, але Джиммі з цим не погоджується.
В той час, як Джиммі виголошує свою промову весільного майстра, Даг зупиняє його і признається, що він і Гретхен неодружені, оскільки «Бік» є недійсним священником. Він також каже всім, що його весільні майстри несправжні. Даг платить Джиммі 50,000 доларів внеску, і вони визнають свою дружбу.
Коли вони йдуть, Джиммі має ідею. Вони обмінюють на готівку квитки Дага на медовий місяць першого класу на Таїті, замість цього вирушаючи в чоловічу подорож, в той час, як весільні майстри, Едмундо, Доріс і Надя, яка починає роман з Дагом, влаштовують вечірку у літаку, а Лерч говорить, що "у нього погане відчуття щодо цього польоту.

## У ролях
| Актор            | Роль                        |
| ---------------- | --------------------------- |
| Кевін Гарт       | Джиммі Каллаан / Бік Мітчем |
| Джош Ґад         | Даг Гарріс                  |
| Кейлі Куоко      | Гретхен Палмер              |
| Алан Рітчсон     | Кіп / Кар'ю                 |
| Клорис Лічмен    | бабуся                      |
| Мімі Роджерс     | Лоїс Палмер                 |
| Кен Говард       | Ед Палмер                   |
| Еффіон Крокетт   | Реджі / Дрісдейл            |
| Дженіфер Льюіс   | Доріс Дженкінс              |
| Олівія Тірлбі    | Еллісон Палмер              |
| Хорхе Гарсія     | Лерч / Гарві                |
| Джош Пек         | поганий весільний майстер   |
| Джо Немет        | грає сам себе               |
| Джон Ріггінс     | грає сам себе               |
| Ед Джонс         | грає сам себе               |
| Аарон Такахасі   | Ендо / Рамбіс               |
| Ден Гілл         | Борнштейн / Дікерсон        |
| Корі Холкомб     | Отіс / Альсадо              |
| Глоззелл Грін    | Приваблива мандрівниця      |
| Трістін Мейс     | симпатична дружка нареченої |
| Колін Кейн       | Фітцгіббонс / Планкетт      |
| Ігнасіо Серрічіо | Едмундо                     |
| Ніккі Вілан      | Надя                        |
| Вітні Каммінгс   | Холлі Мунк                  |
| Джефф Росс       | співак на весіллі           |
| Ніккі Лі         | 15-річний                   |
| Ліза Донован     | стюардеса                   |

## Український Дубляж
- Студія: LeDoyen Studio
- Фільм надано компанією Columbia Pictures. Дубльовано і зміксовано студією LeDoyen на замовлення компанії B&H Film Distribution
- Перекладач: Сергій Ковальчук
- Режисер дублювання: Іван Марченко
- Звукорежисер: Микита Будаш
- Звукорежисер перезапису: Олег Кульчицький
- Координаторка дублювання: Аліна Гаєвська

Ролі дублювали:
- Джош Ґад — Назар Задніпровський
- Кевін Гарт / Джіммі Каллаган — Георгій Загорулько
- Кейлі Куоко / Ґретхен Палмер — Наталя Денисенко
- Кен Говард / Ед Палмер — Олександр Ігнатуша
- Мімі Роджерс / Лоіс Палмер — Лариса Руснак
- Іґнасіо Серіко / Едмундо — Олександр Погребняк
- Колін Кейн / Фіц / Планкет — Роман Чорний
- Арон Такагаші / Ендо / Рембіс — Дмитро Завадський
- Ден Ґілл / Бронштейн / Дікерсон — Андрій Твердак
- Хорхе Ґарсія / Ґарві — Сергій Солопай
- Алан Річсон / Кіп Лойола — Дмитро Сова?
- Аффіон Крокетт / Реджі / Драйсдел — Дмитро Гаврилов
- Дженніфер Льюіс / Доріс Дженкінс — Ольга Радчук
- Корі Голкомб / Отіс — Євген Сінчуков
- Олівія Тірлбі / Елісон Палмер — Катерина Брайковська
- Нікі Вілан / Надя — Юлія Перенчук

А також: Юрій Сосков, Олександр Завальський, Роман Чупіс, Валерій Легін, Михайло Войчук,

## Постановка

### Просування
Фільм випустили у пробному сценарії під назвою «Золотий Такс», який був придбаний кінокомпанією «Дайменшн Філмс» у 2002 р., в той час, як Тодд Філлпс, режисер фільму «Похмілля», став його продюсером. Фільм зазнав багато переробок, оскільки багато акторів приходило і залишало проєкт. До 2013 р. кінокомпанії «Скрін Джемс» і «Мірамакс» вирішили випустити фільм, в якому знімалися Кевін Гарт і Джош Ґад. До 2013 р. назва фільму змінилася на «Весільний майстер» і постановка почалася.
Дата випуску фільму була встановлена 6 лютого 2015 р. Але ця дата була перенесена на 16 січня, після «Спільної поїздки», ще однієї комедії Кевіна Гарта, конкурентноспроможність була доведена для «Соні» протягом торішніх вихідних Мартіна Лютера Кінга.

### Зйомки
Фільм спочатку знімався в Чикаго, але був перероблений для Лос-Анджелеса, після того, як продюсери виграли субсидію в Каліфорнії розміром 2.8 млн доларів. Зйомки відбувалися в Санта-Моніці й Марина-дел-Рей, Каліфорнія протягом 38 днів восени 2013 р.

## Випуск в прокат

### Просування
Кінокомпанія «Соні Пікчерс Ентертейнмент» випустила перший офіційний трейлер «Весільного майстра» 19 червня 2014 р. офіційний трейлер фільму «Найкращі друзі» 25 вересня 2014 р., і трейлер до обмеженого в доступі фільму «Канікули» 20 листопада 2014 р.
8 жовтня 2014 р. Кевін Гарт написав у своєму аккаунті Твіттер, що він «займався коледж туром», щоб добитися просування фільму «Весільний майстер». Гарт казав, що протягом цього рекламного туру він «особливу увагу приділяв студентам коледжу, бо вони є великими користувачами соціальних медіа» і можуть допомогти рекламувати цей фільм. Він також закликав студентів писати у Твіттері про фільм.

### Касовий успіх
«Весільний майстер» зібрав $ 64,500,000 в Північній Америці й $ 15,300,000, а на інших країнах світу в цілому $ 79,800,000 проти виробничого бюджету $ 23 млн.
Фільм був випущений в північноамериканських кінотеатрах 16 січня 2015 р. Він зібрав $ 20,600,000 в перший уїк-енд, посівши друге місце в прокаті. Протягом 4-денних святкових вихідних Мартіна Лютера Кінга, фільм зібрав у цілому $ 24,500,000.

### Поява у ЗМІ
«Весільний майстер» був випущений на DVD і Blu-Ray 28 квітня 2015 р.

## Реакція критиків
«Весільний майстер» отримав загалом негативні відгуки від критиків. На вебсайті «Rotten Tomatoes» фільм має рейтинг 27 %, ґрунтуючись на 95 відгуках, із середнім рейтингом 4,4/10. Загальна думка критиків є такою: "Кевін Гарт і Джош Ґад можуть бути двома великими коміками, які доповнюють один одного, але цього немає у «Весільному майстрі». На вебсайті «Metacritic», фільм має оцінку 35 зі 100, на основі відгуків 27 критиків, що вказує на «в цілому несприятливі відгуки».
«IGN» дав фільму 6.2 / 10, заявивши, що «фільм справді досить смішний». «ABCNews» дав фільм 3.5 / 5 зірок, заявивши, що «Гарт і Ґад змусять вас сміятися, просто з'явившись на екран». Додайте досить смішний сценарій і «Весільний майстер є переможцем».
Річард Роепер дав фільму 1,5 з 4 зірок, визнаючи хімію між Гартом і Ґадом, але критикуючи «сміхотворну задумку». Блог відгуків на фільми «Кіно Метрополіс» був більш критичним, заявивши, що відчувалося, ніби Гарт був на автопілоті протягом всього фільму і глибший сюжет пропав в безладді грубого гумору.
Глядачі, опитані після перегляду «Весільного майстра» дали фільму оцінку «А».

## Можливе продовження
Режисер Джеремі Гарелік пожартував про можливе продовження за участю Вінса Вона.